# John W. Brunius

Skådespelet Gustaf Adolf på Djurgårdscirkus i Stockholm 1912. från vänster herr Larsson, herr Gösta Cederlund som Åke Tott, Uno Brander som Gustaf Horn, John Brunius som Johan Banér, Hilding Ranft som Lennart Torstensson och herr Gösta Ekman den äldre som Fältväbeln

John Wilhelm Brunius, född 26 december 1884 i Stockholm, död 16 december 1937 i Oscars församling i Stockholm, var en svensk skådespelare, manusförfattare och filmregissör.

## Biografi
Brunius genomgick Tekniska skolan 1899–1901, var anställd som ritare hos arkitekt Agi Lindegren 1899–1902 innan han blev elev vid Dramatiska teatern. Efter studieresor utomlands anställdes han 1905 vid Dramaten.
Han engagerades av Albert Ranft som skådespelare vid Svenska teatern i Stockholm 1907 där han blev kvar fram till 1925 då teatern brann ner. Tillsammans med sin maka Pauline Brunius och Gösta Ekman drev han Oscarsteatern 1926–1932.
Efter detta ägnade han sig främst åt turnéverksamhet, bland annat för Riksteaterns räkning. Åren 1935–1937 var han anställd vid Göteborgs Stadsteater men hade kort före sin död återvänt till Stockholm för att arbeta för Irefilm.
Han inledde sin karriär inom filmen både som regissör och skådespelare med filmen Mästerkatten i stövlar (1918).
Han var gift två gånger, första gången 1909–1935 med Pauline Brunius med vilken han hade barnen Palle Brunius och Anne-Marie Brunius, andra gången från 1936 med skådespelerskan Wiola Levin.
John Wilhelm Brunius var bror till skriftställaren August Brunius och tidningsmannen Axel Brunius, samt brorsons son till Carl Georg Brunius. Han är begravd på Skogskyrkogården i Stockholm.

## Film

### Filmografi
- 1918 – Mästerkatten i stövlar
- 1920 – Gyurkovicsarna
- 1921 – En vildfågel
- 1931 – Röda dagen
- 1931 – Längtan till havet
- 1934 – Falska Greta
- 1937 – Lyckliga Vestköping

### Regi
- 1918 – Mästerkatten i stövlar
- 1919 – Synnöve Solbakken
- 1919 – Åh, i morron kväll
- 1920 – Gyurkovicsarna
- 1920 – Thora van Deken
- 1921 – Kvarnen
- 1921 – En lyckoriddare
- 1921 – En vildfågel
- 1922 – Kärlekens ögon
- 1923 – Hårda viljor
- 1923 – Johan Ulfstjerna
- 1924 – En piga bland pigor
- 1925 – Karl XII
- 1925 – Karl XII del II

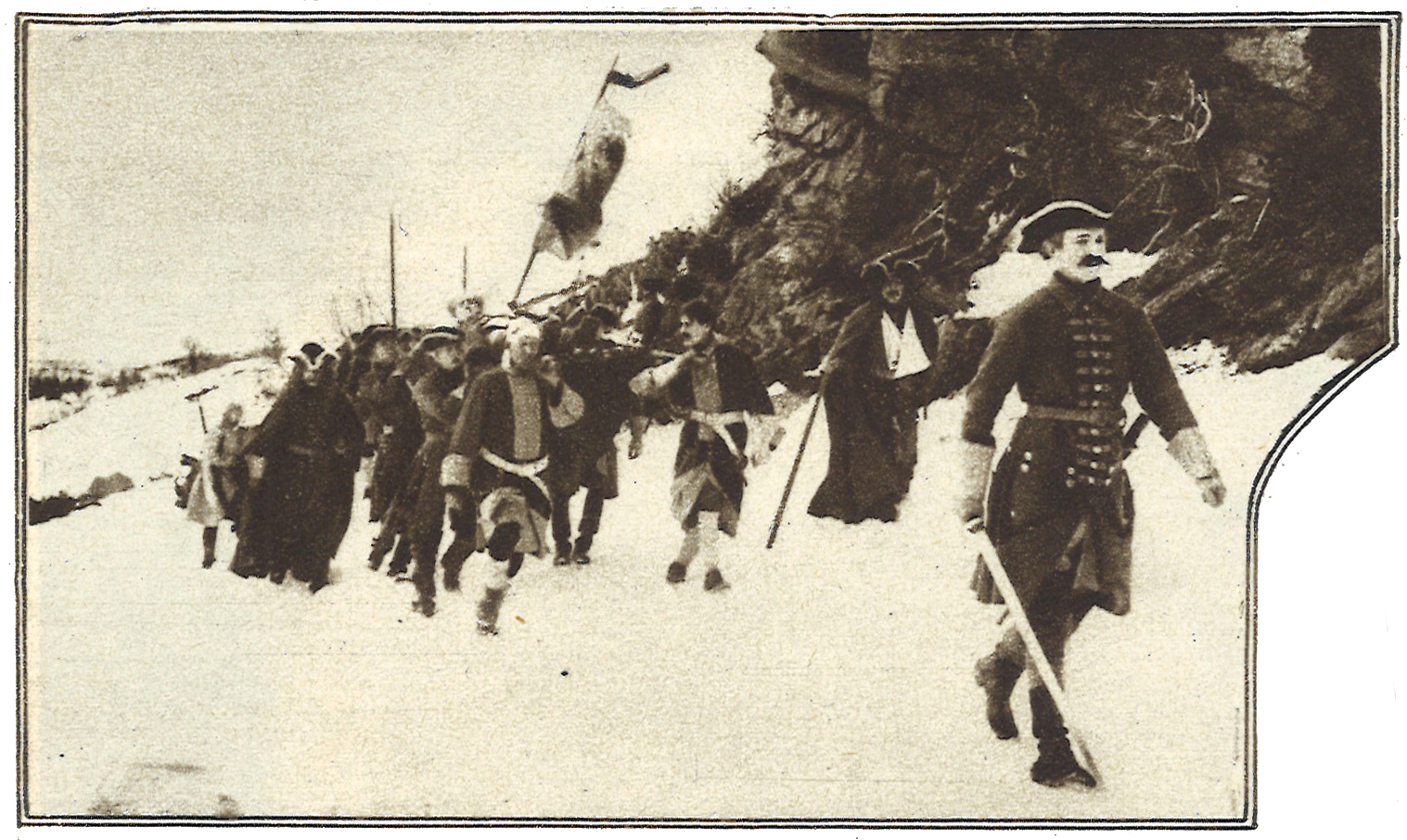
Scen ur Brunius storfilm Karl XII/senare delen (1925).

- 1926 – Fänrik Ståls sägner-del I
- 1926 – Fänrik Ståls sägner-del II
- 1928 – Gustaf Wasa del I
- 1928 – Gustaf Wasa del II
- 1930 – Vi två
- 1930 – Doktorns hemlighet
- 1931 –  Längtan till havet
- 1932 – En glad gutt
- 1934 – Havets melodi
- 1934 – Falska Greta

### Filmmanus
- 1918 – Mästerkatten i stövlar
- 1919 – Synnöve Solbakken
- 1919 – Åh, i morron kväll
- 1920 – Thora van Deken
- 1921 – Kvarnen
- 1921 – En lyckoriddare
- 1921 – En vildfågel
- 1922 – Kärlekens ögon
- 1923 – Hårda viljor

## Teater

### Roller (ej komplett)
| År   | Roll                                                        | Produktion | Regi                         | Teater                                               |
| ---- | ----------------------------------------------------------- | --- | ---------------------------- | ---------------------------------------------------- |
| 1906 | Riccaut de la Marlinière                                    | Minna von Barnhelm Gotthold Ephraim Lessing                                                                                |                              | Kungliga Dramatiska Teatern                          |
| 1907 |                                                             | Johannes Hermann Sudermann                                                                                                 |                              | Svenska teatern, Stockholm                           |
| 1908 | Sonen                                                       | Tjuven Max Bernstein |                              | Svenska teatern, Stockholm                           |
| 1908 | Maximilien d'Andeline                                       | Simson Henry Bernstein |                              | Svenska teatern, Stockholm                           |
| 1908 | Peter                                                       | Karen Borneman Hjalmar Bergstrøm                                                                                           |                              | Svenska teatern, Stockholm                           |
| 1909 | Freddie Perkins                                             | Mrs Dot W. Somerset Maugham                                                                                                | Karl Hedberg                 | Svenska teatern, Stockholm                           |
| 1909 | Hans, hovnarr hos Magnus                                    | Bjälbojarlen August Strindberg                                                                                             | Victor Castegren             | Svenska teatern, Stockholm                           |
| 1909 | Rogers, betjänt                                             | Tjänaren i huset Charles Rann Kennedy                                                                                      | Victor Castegren             | Svenska teatern, Stockholm                           |
| 1909 |                                                             | Djävulens lärjunge George Bernard Shaw                                                                                     | Karl Hedberg                 | Svenska teatern, Stockholm                           |
| 1909 | Titurus' son                                                | En vintersaga William Shakespeare                                                                                          |                              | Svenska teatern, Stockholm                           |
| 1910 |                                                             | Ybeck Ludvig Nordström |                              | Svenska teatern, Stockholm                           |
| 1910 | Häradshövdingen                                             | Karlavagnen Tor Hedberg |                              | Svenska teatern, Stockholm                           |
| 1910 |                                                             | Örnarna Ernst Didring | Karl Hedberg                 | Svenska teatern, Stockholm                           |
| 1910 |                                                             | De ungas förbund Henrik Ibsen                                                                                              |                              | Svenska teatern, Stockholm                           |
| 1910 |                                                             | Min nièce Gustaf von Horn                                                                                                  |                              | Svenska teatern, Stockholm                           |
| 1911 | von Questenberg                                             | Wallenstein Friedrich Schiller                                                                                             | Gunnar Klintberg             | Svenska teatern, Stockholm                           |
| 1911 | Fordringsägaren                                             | Gardesofficeren Ferenc Molnár                                                                                              | Gunnar Klintberg             | Svenska teatern, Stockholm                           |
| 1911 | Kåre Bonde                                                  | Kämparna på Helgeland Henrik Ibsen                                                                                         |                              | Svenska teatern, Stockholm                           |
| 1911 | Jimmy O'Neil                                                | Den starkaste Clyde Fitch                                                                                                  | Gunnar Klintberg             | Svenska teatern, Stockholm                           |
| 1911 |                                                             | Den gamla goda tiden: Stockholmsbilder från 1830-talet Berndt Fredgren (pseudonym för Peter Fristrup) och Hjalmar Selander |                              | Svenska teatern, Stockholm                           |
| 1912 | Olaus Petri                                                 | Gustav Vasa August Strindberg                                                                                              |                              | Svenska teatern, Stockholm                           |
| 1912 |                                                             | De fem frankfurtarna Carl Rössler                                                                                          |                              | Svenska teatern, Stockholm                           |
| 1912 | Mrs Barringtons kusin                                       | Det starkare könet John Valentine                                                                                          |                              | Svenska teatern, Stockholm                           |
| 1913 |                                                             | Halvblod Algot Sandberg |                              | Svenska teatern, Stockholm                           |
| 1914 | Karl VII                                                    | Jungfrun av Orléans Friedrich Schiller                                                                                     |                              | Svenska teatern, Stockholm                           |
| 1915 |                                                             | Hallå Emmerich Földes |                              | Svenska teatern, Stockholm                           |
| 1915 | Förste vännen Veziren                                       | Lycko-Pers resa August Strindberg                                                                                          | Gunnar Klintberg             | Svenska teatern, Stockholm                           |
| 1917 | Fritz Kretschmar                                            | Pärlhalsbandet Lothar Schmidt                                                                                              | Gunnar Klintberg             | Vasateatern (gästspel av Svenska teatern, Stockholm) |
| 1917 |                                                             | Kring drottningen Brita von Horn                                                                                           | Gunnar Klintberg             | Svenska teatern, Stockholm                           |
| 1922 | Doktor Glosz                                                | Äktenskapets skärseld Ladislaus Lekatos                                                                                    |                              | Svenska teatern, Stockholm                           |
| 1922 | Engelbrekt                                                  | Gustav Vasa August Strindberg                                                                                              | Gunnar Klintberg             | Svenska teatern, Stockholm                           |
| 1923 | Sintram                                                     | Gösta Berlings saga Selma Lagerlöf                                                                                         | Gunnar Klintberg             | Svenska teatern, Stockholm                           |
| 1924 |                                                             | Charites porträtt Einar Christiansen                                                                                       | Pauline Brunius              | Svenska teatern, Stockholm                           |
| 1926 | Ludwig von Battwyhl                                         | Dollar Hjalmar Bergman | John W. Brunius              | Oscarsteatern                                        |
| 1926 | Bumburra                                                    | Sanningens pärla Zacharias Topelius                                                                                        | Rune Carlsten                | Oscarsteatern                                        |
| 1926 | Greve Mancini                                               | Han som får örfilarna Leonid Andrejev                                                                                      | Gösta Ekman                  | Oscarsteatern                                        |
| 1926 | Anders Uppman, redaktör                                     | Moloch Erik Lindorm | John W. Brunius              | Oscarsteatern                                        |
| 1926 | Förste vännen Veziren                                       | Lycko-Pers resa August Strindberg                                                                                          | Rune Carlsten                | Oscarsteatern                                        |
| 1927 | Professor Tygesen                                           | Geografi och kärlek Bjørnstjerne Bjørnson                                                                                  | John W. Brunius              | Oscarsteatern                                        |
| 1927 | Pedanten                                                    | Så tuktas en argbigga William Shakespeare                                                                                  | Gösta Ekman Johannes Poulsen | Oscarsteatern                                        |
| 1927 | Edmond Bolbec                                               | Advokaten Bolbec och hennes man Georges Berr och Louis Verneuil                                                            | Pauline Brunius              | Oscarsteatern                                        |
| 1927 |                                                             | Den första av herrarna Yves Mirande och André Mouézy-Éon                                                                   | Gösta Ekman                  | Oscarsteatern                                        |
| 1927 | Jüttner                                                     | Gamla Heidelberg Wilhelm Meyer-Förster                                                                                     |                              | Oscarsteatern                                        |
| 1928 | Grosshandlare Svensson                                      | Rötmånad Erik Lindorm | John W. Brunius              | Oscarsteatern                                        |
| 1928 | Peter Teazle                                                | Skandalskolan Richard Brinsley Sheridan                                                                                    | Johannes Poulsen             | Oscarsteatern                                        |
| 1928 | "Porky" Thompson                                            | Broadway Philip Dunning och George Abbott                                                                                  | Mauritz Stiller              | Oscarsteatern                                        |
| 1928 | Rudolph Nansky, librettoförfattare                          | En komedi på slottet Ferenc Molnar                                                                                         | Gösta Ekman                  | Oscarsteatern                                        |
| 1928 | Axel Bryde                                                  | Alexander den Store Gustav Esmann                                                                                          |                              | Oscarsteatern                                        |
| 1928 | John W. Reinius, teaterdirektör Van Houten, försvarsadvokat | Hokus-Pokus Curt Goetz | Gösta Ekman                  | Oscarsteatern                                        |
| 1929 | Voltore                                                     | Volpone Ben Jonson | Gunnar Klintberg             | Oscarsteatern                                        |
| 1929 | Skeppsredare Friis                                          | Kära släkten Gustav Esmann                                                                                                 | Rune Carlsten                | Oscarsteatern                                        |
| 1929 | Herr Svensson                                               | Den svarta skjortan Herbert Grevenius                                                                                      | Rune Carlsten                | Oscarsteatern                                        |
| 1929 |                                                             | Den kungliga familjen George S. Kaufman och Edna Ferber                                                                    | Rune Carlsten                | Oscarsteatern                                        |
| 1929 | Hardy                                                       | Männen vid fronten Robert Cedric Sherriff                                                                                  | Thomas Warner                | Oscarsteatern                                        |
| 1929 | C. Roger Forbes                                             | Dulcie George S. Kaufman och Marc Connelly                                                                                 | Tollie Zellman               | Oscarsteatern                                        |
| 1930 | Lordkammarherren                                            | Henrik VIII William Shakespeare                                                                                            | Thomas Warner                | Oscarsteatern                                        |
| 1930 | Johnny Hicks                                                | En liten olycka Floyd Dell och Thomas Mitchell                                                                             | Gösta Ekman                  | Oscarsteatern                                        |
| 1930 | Ivan Lagerberg                                              | Trions bröllop Sigfrid Siwertz                                                                                             | John W. Brunius              | Oscarsteatern                                        |
| 1930 | Skeppsredare Friis                                          | Kära släkten Gustav Esmann                                                                                                 | Rune Carlsten                | Oscarsteatern                                        |
| 1930 | Engelbrekt                                                  | Gustaf Vasa August Strindberg                                                                                              | Gunnar Klintberg             | Oscarsteatern                                        |
| 1930 | Samuel G. Johnson                                           | En tjuvkomedi Berndt Carlberg                                                                                              | Gösta Ekman                  | Oscarsteatern                                        |
| 1930 | Edward Armitage                                             | Mordet i andra våningen Frank Vosper                                                                                       | John W. Brunius              | Oscarsteatern                                        |
| 1930 | Bokförläggare Sebardt                                       | Nyckelromanen Ragnar Josephson                                                                                             | Erik Berglund                | Oscarsteatern                                        |
| 1932 | Paul Petkoff                                                | Hjältar George Bernard Shaw                                                                                                | John W. Brunius              | Oscarsteatern                                        |
| 1934 |                                                             | Trions bröllop Sigfrid Siwertz                                                                                             |                              | Turné                                                |
| 1937 |                                                             | Cassini de Paris Frans Lothar och Hans Adler                                                                               | Helge Wahlgren               | Göteborgs stadsteater                                |

### Regi (ej komplett)
| År   | Produktion                                         | Upphovsmän            | Teater                     |
| ---- | -------------------------------------------------- | --------------------- | -------------------------- |
| 1924 | Lyckoriddaren                                      | Runar Schildt         | Svenska teatern, Stockholm |
| 1926 | Dollar                                             | Hjalmar Bergman       | Oscarsteatern              |
| 1926 | Moloch                                             | Erik Lindorm          | Oscarsteatern              |
| 1927 | Geografi och kärlek Geografi og kærlighed          | Bjørnstjerne Bjørnson | Oscarsteatern              |
| 1928 | Rötmånad                                           | Erik Lindorm          | Oscarsteatern              |
| 1930 | Trions bröllop                                     | Sigfrid Siwertz       | Oscarsteatern              |
| 1930 | Mordet i andra våningen Murder on the Second Floor | Frank Vosper          | Oscarsteatern              |
| 1932 | Hjältar Arms and the man                           | George Bernard Shaw   | Oscarsteatern              |